# Гаффнер, Эдуард Иванович
Эдуард фон Гаффнер (Гафнер) (1804—1889) — доктор философии, ректор Императорского Дерптского университета, действительный статский советник.

## Биография
Родился в Риге 15 (27) августа 1804 года. Происходил из купеческого сословия, был сыном городского весовщика. Среднее образование получил в Рижской городской гимназии, а высшее получал с 1823 года на богословском отделении Дерптского университета, окончив его в 1827 году со званием действительного студента и серебряной медалью.
В 1827—1830 годах служил домашним учителем в Курляндии, а в 1830—1832 годах — в Риге. В 1831 году получил в Ростокском университете степень доктора философии; 13 сентября 1832 года был определён учителем немецкого языка в Петербургский воспитательный дом, а в ноябре, дополнительно, ему, как адъюнкту богословия было поручено преподавать Закон Божий лютеранского исповедания в Технологическом институте.
С сентября 1833 года по апрель 1834 года преподавал в Воспитательном доме латинский язык; 28 февраля 1834 года был назначен адъюнкт-профессором по кафедре латинской словесности в Главный педагогический институт.
В мае 1838 года прекратил преподавательскую деятельность в Петербурге, поскольку был назначен губернским директором училищ в Дерпт и по должности был директором Дерптской гимназии. Состоя в этой должности, он получил чин статского советника (28 февраля 1844 года) и ордена Св. Анны 3-й и 2-й ст. (1848) В октябре 1849 года он был перемещён на должность «директора училищ Рижской дирекции» и, кроме того, назначен председателем Рижского временного цензурного комитета и отдельным цензором внутренней цензуры; 18 декабря 1850 года назначен ректором Дерптского университета и вступил в исполнение новых обязанностей с 1 января 1851 года. Был произведён в действительные статские советники 21 ноября 1852 года.
С 7 сентября по 19 октября 1854 года управлял, по поручению министра, Дерптским учебным округом; 30 декабря 1855 года награждён орденом Св. Владимира 3-й степени. В 1857 году он подал прошение об увольнении от должности ректора и 23 декабря был отправлен в отставку:

Хотя Гаффнер по своим нравственным качествам был достойный большого уважения человек, но положение его в университетской среде, как главы университета, но не профессора, было очень затруднительно, что и заставило его в 1857 г. просить об увольнении от должности ректора.—  Русский биографический словарь
Спустя три года Гаффнер вернулся на службу: 21 сентября 1860 года он был назначен на должность директора Рижской городской реальной гимназии и городских училищ и занимал её до 22 января 1877 года, когда вновь ушёл в отставку; но ненадолго, уже 14 мая того же года он вновь причислен к Министерству народного просвещения. В 1872 году его деятельность была отмечена орденом Св. Станислава 1-й степени.
Гаффнер также был директором, а затем почётным членом Прибалтийского общества истории и археологии и членом учебной комиссии Рижского ремесленного общества.
Скончался в Риге 13 (25) января 1889 года.